# Ordre de l'Étoile de Mohéli
Pour les articles homonymes, voir Ordre de l'Étoile.
L'ordre de l'Étoile de Mohéli est la plus haute distinction honorifique de l'île de Mohéli, de l'union des Comores. 

## Histoire
Cette distinction fut créée par la reine Djoumbé Fatima en 1851. Il a disparu de fait en 1902 lorsque la petite fille de la Djoumbé Fatima, Salima Machamba, devenue française par son mariage avec un gendarme sur l'Ile de la Réunion, renonça au trône ainsi qu'à l'ensemble de ses prérogatives au profit de la France qui annexa définitivement l'ile en 1912. Cette distinction a été restaurée par les autorités de l'Ile, par décret no 03-58 du 23 juin 2003, et remise symboliquement par une descendante de la reine au président de Mohéli, Mohamed Saïd Fazul.

## Insignes

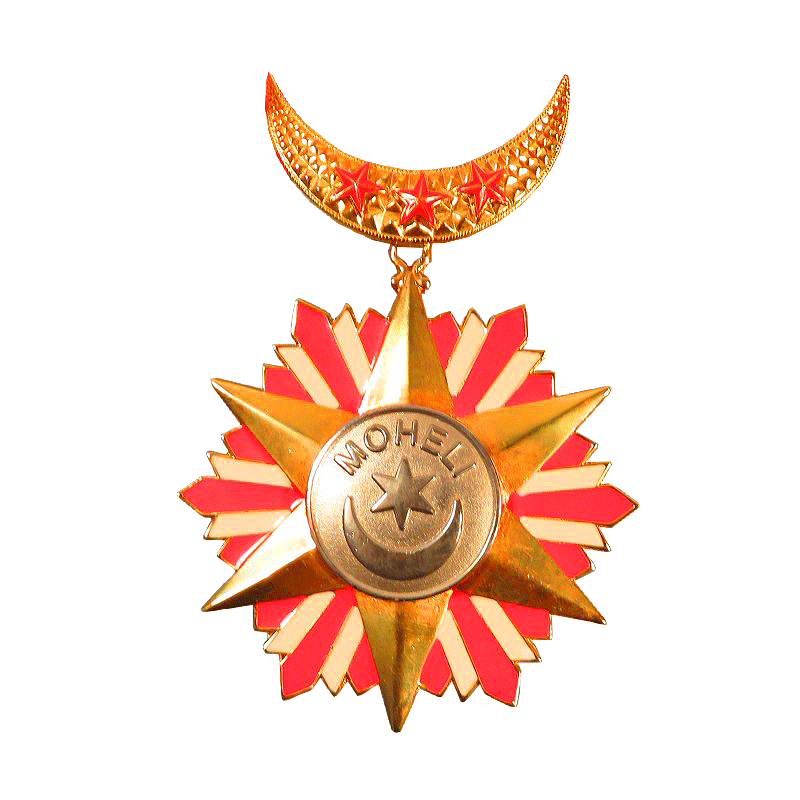
Médaille de commandeur de l'ordre de l'étoile de Mohéli

L'ordre comprend trois grades (chevalier, officier, commandeur) et deux dignités (grand officier, grand-croix). La médaille est à six branches avec au centre un croissant surmonté d’une étoile surmontée par le mot « Mohéli » à l'avers, et « Mwali » au revers. Le ruban qui était rouge à l'origine, a dû être modifié pour ne pas être confondu avec l'ordre français de la Légion d'Honneur. Ont donc été ajoutées trois rayures blanches.

Chevalier
Officier
Commandeur
Grand Officier
Grand-Croix

## Organisation
Le grand maître de l'ordre est le gouverneur de l'île autonome de Mohéli (ancien « président »).
Le grand maître nomme le chancelier et les membres du conseil de l'ordre. Il effectue par décret les nominations et promotions, et gère les finances de l'ordre. Entre 2009 et 2017, la chancelière de l'ordre était Anne Etter, présidente de l'association pour le développement des îles Comores (A.D.I.C.) et petite-fille de la dernière reine de Mohéli Salima machamba.
Depuis le 10 octobre 2017, le nouveau chancelier est Bertrand Flobert,, ancien administrateur de sociétés aux Comores qui est à l'origine de la restauration de l'ordre en 2003. Il est assisté dans ses fonctions par un Conseil de l'ordre qui est consulté pour chaque nomination et décisions touchant à l'ordre.
En France, il existe une association des membres de l'ordre de l'Étoile de Mohéli qui rassemble les récipiendaires de cette décoration, et publie un journal semestriel intitulé "la Barwa".

### Port de la décoration en France
En France, le port de l'insigne de l'ordre de l'Étoile de Mohéli est autorisé par la grande chancellerie de la Légion d’honneur après en avoir fait la demande officielle auprès de celle-ci. La grande chancellerie de la Légion d'honneur ne délivre plus d'autorisation de port pour cette distinction. Lettre du Grand Chancelier le Général François Lecointre du 9 mai 2023 au Chancelier de cet ordre.